# Gabriel DropOut
Gabriel DropOut (Nhật: ガヴリールドロップアウト Hepburn: Gavurīru Doroppuauto, dịch: Gabriel sa ngã) là một bộ manga của Nhật Bản do Ukami sáng tác và vẽ minh họa. Bộ truyện bắt đầu được đăng dài kỳ trên tạp chí Dengeki Daioh G của ASCII Media Works từ tháng 12 năm 2013, và đã được Yen Press mua bản quyền phát hành bản tiếng Anh. Phiên bản chuyển thể anime do Doga Kobo sản xuất được phát sóng tại Nhật Bản từ tháng 1 đến tháng 3 năm 2017. Phiên bản chuyển thể này đã nhận được nhiều đánh giá tích cực từ giới phê bình cũng như khán giả.

## Nội dung
Sau khi tốt nghiệp tại một ngôi trường trên thiên đàng, các thiên thần sẽ được cử xuống Trái Đất, nơi họ phải học hỏi về con người và dẫn dắt con người đi đúng con đường nhằm trở thành những thiên thần thực thụ. Tuy nhiên, Gabriel White Tenma, thiên thần xuất sắc nhất lớp, lại nghiện trò chơi điện tử ngay sau khi xuống Trái Đất và từ đó biến thành một kẻ lười biếng chính hiệu. Câu chuyện xoay quanh Gabriel cùng những thiên thần và ác quỷ khác trên Trái Đất, khi họ cùng theo học tại một trường trung học.

## Nhân vật
Gabriel White Tenma (天真・ガヴリール・ホワイト Tenma Gavurīru Howaito) Gab (ガヴ Gavu)
Lồng tiếng bởi: Miyu Tomita
Nhân vật chính của bộ truyện. Cô là thiên thần đứng đầu lớp tại trường thiên giới nhưng trở nên bê tha sau khi nghiện trò chơi điện tử khi đến Trái Đất. Gabriel thường tỏ ra lười biếng, hay nổi cáu khi bị sai bảo nhưng thực chất vẫn là người tốt bụng. Cô là bạn thân nhất của Vignette và đôi khi tự xưng là "thiên thần sa ngã".
Vignette April Tsukinose (月乃瀬・ヴィネット・エイプリル Tsukinose Vinetto Eipuriru) Vigne (ヴィーネ Vīne)
Lồng tiếng bởi: Saori Ōnishi
Một ác quỷ nhưng lại có tính cách điềm đạm và trách nhiệm, trái ngược hoàn toàn với Gabriel. Cô thường chăm sóc và nhắc nhở Gabriel, đồng thời có thái độ khoan dung với Satanichia, dù không đồng tình với những trò tai quái của cô.
Satanichia McDowell Kurumizawa (胡桃沢・サタニキア・マクドウェル Kurumizawa Satanikia Makudoweru) Satania (サターニャ Satānya)
Lồng tiếng bởi: Naomi Ōzora
Một ác quỷ hay tự cao, trẻ con và thường bày ra những trò nghịch ngợm ngớ ngẩn. Cô thường bị Raphiel trêu chọc và bị một con chó hoang cướp bánh mì dưa. Mặc dù không được ai xem trọng, cô vẫn được Vignette ủng hộ trong việc học hành.
Raphiel Ainsworth Shiraha (白羽・ラフィエル・エインズワース Shiraha Rafieru Einzuwāsu) Raphi (ラフィ Rafi)
Lồng tiếng bởi: Kana Hanazawa
Thiên thần xếp thứ hai trong lớp của Gabriel. Cô có vẻ ngoài hiền lành nhưng lại thích trêu chọc người khác, đặc biệt là Satanichia. Dù vậy, cô vẫn coi Satanichia là bạn. Sau này trong manga, cô giảm bớt phần nào tính cách trêu chọc. Raphiel sợ ếch.
Tapris Sugarbell Chisaki (千咲・タプリス・シュガーベル Chisaki Tapurisu Shugāberu) Tap (タプ Tapu)
Lồng tiếng bởi: Inori Minase
Thiên thần lớp dưới ngưỡng mộ Gabriel. Do hiểu lầm lời nói dối của Satanichia, cô cho rằng Gabriel trở nên bê tha vì ảnh hưởng xấu. Sau này cô gặp Vignette và dần coi cô là bạn. Tapris có tính cách ngây thơ và hiền lành.
Machiko (まち子)
Lồng tiếng bởi: Mai Fuchigami
Là lớp trưởng lớp của Gabriel. Cô không biết Gabriel và các bạn không phải là con người, và thường bối rối trước hành động kỳ quặc của họ.
Chó (犬)
Lồng tiếng bởi: Mikako Izawa
Một con chó hoang màu trắng, thường xuyên xuất hiện để cướp bánh mì dưa của Satanichia. Về sau, Satanichia nhận nuôi nó.
Master (マスター Masutā)
Lồng tiếng bởi: Hideyuki Umezu
Chủ tiệm cà phê nơi Gabriel làm thêm. Dù thấy hành vi của Gabriel kỳ quặc, ông cho rằng đó là do cô là người nước ngoài. Trong anime, ông cũng là chủ nhà của Satanichia.
Zelel White Tenma (天真・ゼルエル・ホワイト Tenma Zerueru Howaito)
Lồng tiếng bởi: Miyuki Sawashiro
Chị gái của Gabriel. Cô là một thiên thần quyền năng, có thể dễ dàng nhận ra lối sống bê tha mà Gabriel cố che giấu. Cô sợ chó.

## Truyền thông

### Manga
Ukami bắt đầu đăng tải bộ manga này trên tạp chí manga shōnen Dengeki Daioh G của ASCII Media Works vào ngày 27 tháng 12 năm 2013, với lịch xuất bản hai tháng một lần. Bắt đầu từ ngày 28 tháng 4 năm 2014, bộ truyện chuyển sang xuất bản định kỳ hàng tháng. Tính đến ngày 27 tháng 9 năm 2024, bộ truyện đã phát hành mười lăm tập. Bộ truyện đã được Yen Press mua bản quyền phát hành bằng tiếng Anh.

Một ngoại truyện có tiêu đề Tapris SugarStep (タプリスシュガーステップ), xoay quanh nhân vật Tapris, bắt đầu được đăng trên tạp chí Comic Dengeki Daioh G của ASCII Media Works vào năm 2018. Truyện được vẽ minh họa bởi Bafako và đã phát hành ba tập tính đến ngày 26 tháng 12 năm 2020.
| #  | Ngày phát hành            | ISBN              |
| -- | ------------------------- | ----------------- |
| 1  | Ngày 20 tháng 12 năm 2014 | 978-4-04-869061-4 |
| 2  | Ngày 27 tháng 11 năm 2015 | 978-4-04-865491-3 |
| 3  | Ngày 27 tháng 5 năm 2016  | 978-4-04-865927-7 |
| 4  | Ngày 10 tháng 1 năm 2017  | 978-4-04-892565-5 |
| 5  | Ngày 27 tháng 9 năm 2017  | 978-4-04-893373-5 |
| 6  | Ngày 25 tháng 5 năm 2018  | 978-4-04-893843-3 |
| 7  | Ngày 22 tháng 12 năm 2018 | 978-4-04-912235-0 |
| 8  | Ngày 26 tháng 8 năm 2019  | 978-4-04-912702-7 |
| 9  | Ngày 25 tháng 2 năm 2020  | 978-4-04-913035-5 |
| 10 | Ngày 27 tháng 11 năm 2020 | 978-4-04-913513-8 |
| 11 | Ngày 27 tháng 9 năm 2021  | 978-4-04-913976-1 |
| 12 | Ngày 27 tháng 5 năm 2022  | 978-4-04-914425-3 |
| 13 | Ngày 27 tháng 12 năm 2022 | 978-4-04-914767-4 |
| 14 | Ngày 27 tháng 9 năm 2023  | 978-4-04-915268-5 |
| 15 | Ngày 27 tháng 9 năm 2024  | 978-4-04-915991-2 |

#### Tapris SugarStep
| # | Ngày phát hành            | ISBN              |
| - | ------------------------- | ----------------- |
| 1 | Ngày 26 tháng 8 năm 2019  | 978-4-04-912701-0 |
| 2 | Ngày 25 tháng 2 năm 2020  | 978-4-04-913034-8 |
| 3 | Ngày 26 tháng 12 năm 2020 | 978-4-04-913565-7 |

### Anime
Phiên bản chuyển thể anime đã được công bố trên tạp chí Dengeki Daioh, số tháng 9 năm 2016 vào ngày 27 tháng 7 năm 2016. Bộ anime được sản xuất bởi Doga Kobo và do Masahiko Ohta đạo diễn, với Takashi Aoshima phụ trách kịch bản và Katsuhiro Kumagai thiết kế nhân vật. Bộ anime được phát sóng tại Nhật Bản từ ngày 9 tháng 1 năm 2017 đến ngày 27 tháng 3 năm 2017, và được phát trực tuyến song song bởi Crunchyroll. Tập đầu tiên có suất chiếu sớm vào ngày 18 tháng 12 năm 2016 tại rạp Shinjuku Piccadilly ở Tokyo. Bài hát ở phần mở đầu và kết thúc lần lượt là "Gabriel Dropkick" (ガヴリールドロップキック Gavurīru Doroppukikku) và "Hallelujah Essaim" (ハレルヤ☆エッサイム Hareruya Essaimu), được trình bày bởi Miyu Tomita, Saori Ōnishi, Naomi Ōzora và Kana Hanazawa. Bài hát kết thúc của tập 7 là "Gabriel no Kazoeuta" (ガヴリールの数え歌 The Gabriel Counting Song), được trình bày bởi Ōnishi. Bộ anime gồm 12 tập và được phát hành trong ba đĩa BD/DVD, mỗi đĩa gồm bốn tập. Hai tập OVA được phát hành kèm theo các đĩa BD/DVD thứ nhất và thứ ba, phát hành lần lượt vào ngày 24 tháng 3 năm 2017 và 24 tháng 5 năm 2017.

#### Danh sách tập phim
| TT    | Tiêu đề | Ngày phát hành gốc  |
| ----- | --- | ------------------- |
| 1     | "The Day I Knew I Could Never Go Back" Chuyển ngữ: "Mō Modorenai to Shitta Ano Hi" (tiếng Nhật: もう戻れないと知ったあの日)                                                                                                 | 9 tháng 1 năm 2017  |
| 2     | "The Angel, the Demon, and the Class President" Chuyển ngữ: "Tenshi to Akuma to Iinchō" (tiếng Nhật: 天使と悪魔と委員長) | 16 tháng 1 năm 2017 |
| 3     | "Friends, Work, and the Summer of Bugs" Chuyển ngữ: "Tomo to Kinrō to Mushisasare no Natsu no Hi" (tiếng Nhật: 友と勤労と虫刺されの夏の日)                                                                                  | 23 tháng 1 năm 2017 |
| 4     | "Summer Vacation, Ho!" Chuyển ngữ: "Iza Natsuyasumi" (tiếng Nhật: いざ夏休み) | 30 tháng 1 năm 2017 |
| 5     | "The Angel Whose Illusions Were Shattered Like Hell" Chuyển ngữ: "Sono Gensō o Kowasare Makutta Tenshi" (tiếng Nhật: その幻想を壊されまくった天使)                                                                          | 6 tháng 2 năm 2017  |
| 6     | "Satania's Counterattack" Chuyển ngữ: "Satānya no Gyakushū" (tiếng Nhật: サターニャの逆襲) | 13 tháng 2 năm 2017 |
| 7     | "Vigne's Demonic Life" Chuyển ngữ: "Vīne no Akuma-teki na Hibi" (tiếng Nhật: ヴィーネの悪魔的な日々) | 20 tháng 2 năm 2017 |
| 8     | "Fall School Life" Chuyển ngữ: "Aki no Gakkō Seikatsu" (tiếng Nhật: 秋の学校生活) | 27 tháng 2 năm 2017 |
| 9     | "Christmas and New Year's Eve Surprise" Chuyển ngữ: "Seiya to Misoka ni Nanka Kita" (tiếng Nhật: 聖夜と晦日になんか来た) | 6 tháng 3 năm 2017  |
| 10    | "The Angels and Demons Return Home" Chuyển ngữ: "Tenshi to Akuma Furusato ni Kaeru" (tiếng Nhật: 天使と悪魔故郷に帰る) | 13 tháng 3 năm 2017 |
| 11    | "Fun Forever After..." Chuyển ngữ: "Tanoshī Hibi wa Itsumademo..." (tiếng Nhật: 楽しい日々はいつまでも……) | 20 tháng 3 năm 2017 |
| 12    | "Gabriel DropOut!" Chuyển ngữ: "Gavurīru Doroppuauto!" (tiếng Nhật: ガヴリールドロップアウト！) | 27 tháng 3 năm 2017 |
| OVA–1 | "A Steamy Special ~A Certain Demon's Plan to Defile an Angel's Pure Skin~" Chuyển ngữ: "Yukemuri Ryojō-hen ~Tenshi no Kiyoraka na Hada ni Semaru Akuma no Wana~" (tiếng Nhật: 湯煙旅情編～天使の清らかな肌に迫る悪魔の罠～) | 24 tháng 3 năm 2017 |
| OVA–2 | "An Angel's Gift" Chuyển ngữ: "Tenshi no Okurimono" (tiếng Nhật: 天使の贈り物) | 24 tháng 5 năm 2017 |